# DR-Baureihe 41
Die Lokomotiven der Baureihe 41 waren Güterzug-Einheitsdampflokomotiven der Deutschen Reichsbahn.

## Geschichte
Auf der Suche nach einer neuen, schnellen Güterzuglokomotive favorisierte die Deutsche Reichsbahn-Gesellschaft (DRG) 1934 den von der Berliner Maschinenbau AG (BMAG, vormals Louis Schwartzkopff) vorgelegten Vorschlag einer 1’D1’-h2-Lokomotive („Mikado“). Der maßgeblich von Friedrich Wilhelm Eckhardt erarbeitete Entwurf wich von der ursprünglichen Forderung der DRG nach einer 1’D-Maschine ab. Auf einem 1’D1’-Fahrwerk waren die geforderten Leistungsparameter bei 18 Tonnen Radsatzlast besser unterzubringen als bei einer 1’D-Maschine. Ein Festhalten an der vorgegebenen Achsfolge hätte letztendlich keinen wirklichen Vorteil gegenüber den abzulösenden preußischen Güterzuglokomotiven bedeutet. Das Reichsbahn-Zentralamt Maschinenbau (RZM) nahm den Vorschlag der BMAG schließlich an und beauftragte das Unternehmen, den vorgelegten Entwurf durchzukonstruieren und zwei Baumuster zu fertigen.
Im Januar 1937 erhielt die DR die Baumusterlokomotiven 41 001 und 41 002. Sofort erfolgte eine intensive Erprobung und endlich die Abnahme. Bereits die beiden Baumuster überzeugten durch ihre Leistung, Laufruhe und ein außergewöhnliches Beschleunigungsvermögen.
Bei der Entwicklung der Baureihe 41 zeigte auch das Prinzip der Einheitslokomotiven die finanziellen Vorteile der Vereinheitlichung. So lagen die Konstruktionskosten der Maschine durch Verwendung von Baugruppen der zeitgleich entwickelten Baureihen 03, 06 und 45 unter 10.000 Reichsmark.
Die seit Februar 1937 wieder in direkter Staatsverwaltung stehende Deutsche Reichsbahn (DR) gab ab Oktober 1938 die ersten Serienlokomotiven der Baureihe 41 in Auftrag. An der Fertigung der Lokomotive waren alle namhaften deutschen Lokomotivhersteller wie BMAG, Borsig, Maschinenfabrik Esslingen, Henschel & Sohn, Arnold Jung Lokomotivfabrik, Krauss-Maffei, Krupp, Orenstein & Koppel und Schichau beteiligt.
Abweichend von den Baumusterlokomotiven wurde bei den Serienloks auf die Eckventil-Druckausgleicher verzichtet und für einen besseren Leerlauf Druckausgleichkolbenschieber der Bauart Nicolai (später „Karl-Schultz-Schieber“) verwendet. Bei der Steuerung ersetzte eine normale Hängeeisensteuerung die teurer zu fertigende Kuhnsche Schleife der Baumuster.
Ähnlich wie bei den Baureihen 03, 45 und 50 bereiteten die aus der als Kesselbaustoff nicht hinreichend alterungsbeständigen Stahlsorte St 47 K gefertigten 20-bar-Kessel bereits nach kurzer Zeit erhebliche Probleme durch Rissbildungen. Interessanterweise traten die Schäden bei dieser Baureihe allerdings nach einer Statistik der DR vom 31. August 1941 je nach Hersteller unterschiedlich stark auf. Es wiesen beispielsweise 78 % der von Krauss-Maffei gefertigten Maschinen Schäden auf, die geringfügig größeren Baulose von Orenstein & Koppel sowie der BMAG hingegen keine. Die DR verfügte aufgrund der Rissbildungen und Kesselzerknalle (z. B. bei 50 185) bereits unter dem 21. August 1941 die Herabsetzung des zulässigen Betriebsdruckes aller aus St 47 K gefertigten Kessel auf 16 bar. Dadurch konnte der Verschleiß der Kessel zunächst verlangsamt werden. Zugleich begann man mit der Beschaffung von Ersatzkesseln aus dem Werkstoff St 34. Um aufgrund dessen anderer Festigkeitseigenschaften einen Kesseldruck von 20 bar zu ermöglichen, wurde die Kesselblechdicke von 20 auf 22 Millimeter erhöht. Trotz der Auslegung auf 20 bar wurden aber auch die Ersatzkessel, deren Bestellung man 1943 in Hinblick auf neue Schweißverfahren bei der Reparatur wieder einstellte, auch nur für einen Druck von 16 bar abgenommen.
Die Achsfahrmasse der Lokomotive konnte durch Umstecken von Bolzen in den Ausgleichshebeln zwischen 18 Tonnen und 20 Tonnen umgestellt werden. Die Lokomotive sollte dadurch flexibler einsetzbar sein. Von dieser Möglichkeit wurde jedoch kaum Gebrauch gemacht. Die Deutsche Bundesbahn und die Deutsche Reichsbahn in der DDR ließen später die Bolzen auf 18 Tonnen festlegen.
Die Lokomotiven waren mit Ausnahme der mit dem Schlepptender 2’2’T32 ausgerüsteten Baumusterlokomotiven mit Tendern der Bauart 2’2’T34 gekuppelt. Bekannt sind aber auch Maschinen, die wegen der Nutzung von 20-Meter-Drehscheiben mit Tendern der Bauart 2’2T30 unterwegs waren.
Kriegsbedingt stagnierte die Abnahme der schnellen Güterzuglokomotiven zunehmend, bis im Januar 1941 die bereits vergebenen Aufträge komplett storniert wurden. Am 2. Juni 1941 wurde von der MF Esslingen mit 41 352 die letzte Lokomotive dieser Baureihe an die DR geliefert. Somit wurden in einem Zeitraum von fast vier Jahren 366 Einheiten dieser Lokomotivbaureihe hergestellt.
Eine moderne Besonderheit stellt eine Geschwindigkeitssteigerung bei Rückwärtsfahrt (Tender voraus) einiger betriebsfähiger Museumslokomotiven mittels geeigneter technischer Aufrüstung und einer daraus resultierenden erweiterten Betriebsgenehmigung durch das Eisenbahn-Bundesamt dar. Dies wurde notwendig, da geeignete Wendemöglichkeiten (Drehscheiben oder Gleisdreiecke) bei der modernen Bahn durch Stilllegung der Anlagen fehlen. Mit Sonderzulassung und technischer Aufrüstung ausgestattet, können diese Lokomotiven nunmehr mit bis zu 80 km/h bei Rückwärtsfahrt Personenzüge befördern.

## Verbleib

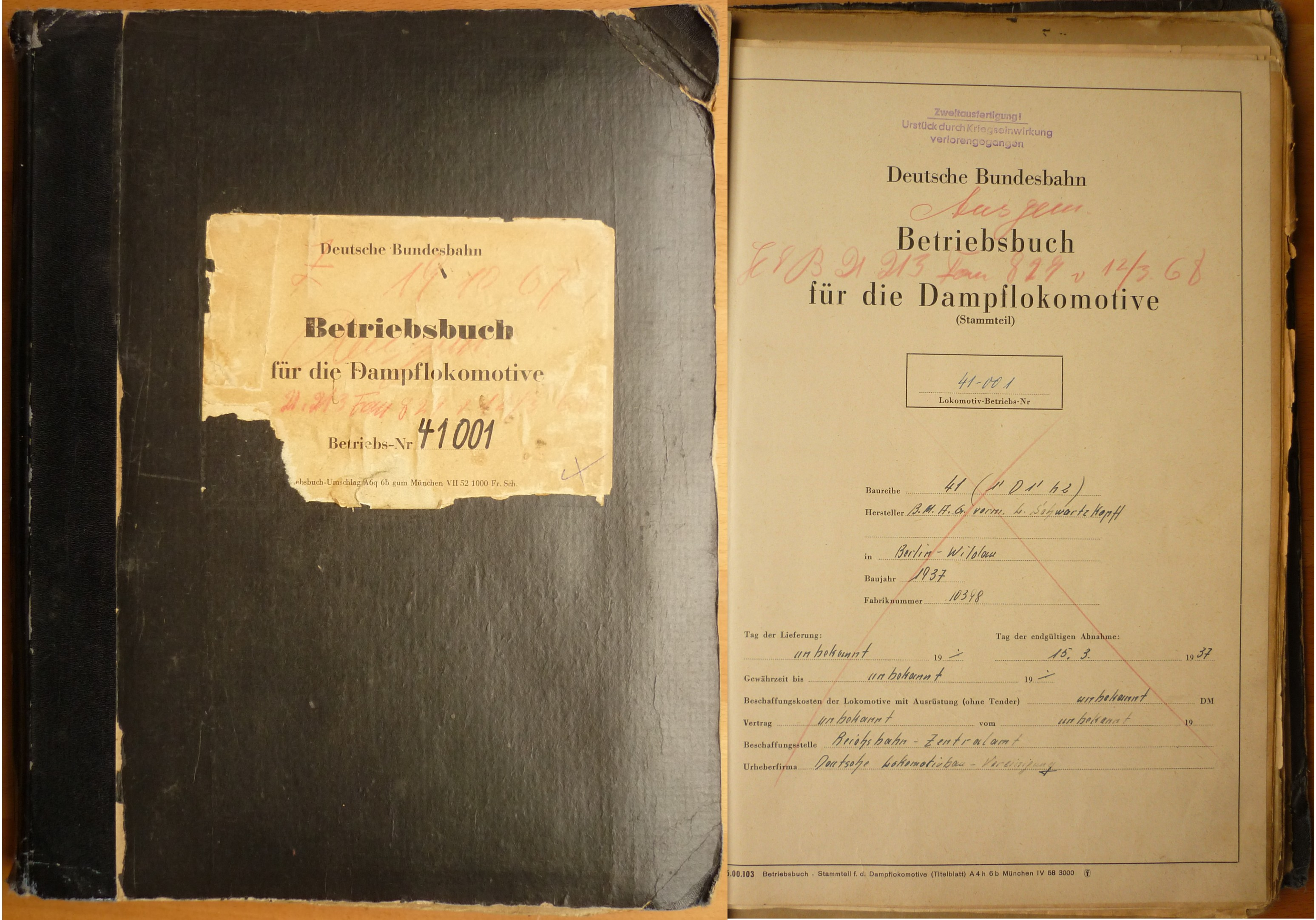
Betriebsbuch 41 001, erstes Baumuster der Baureihe 41

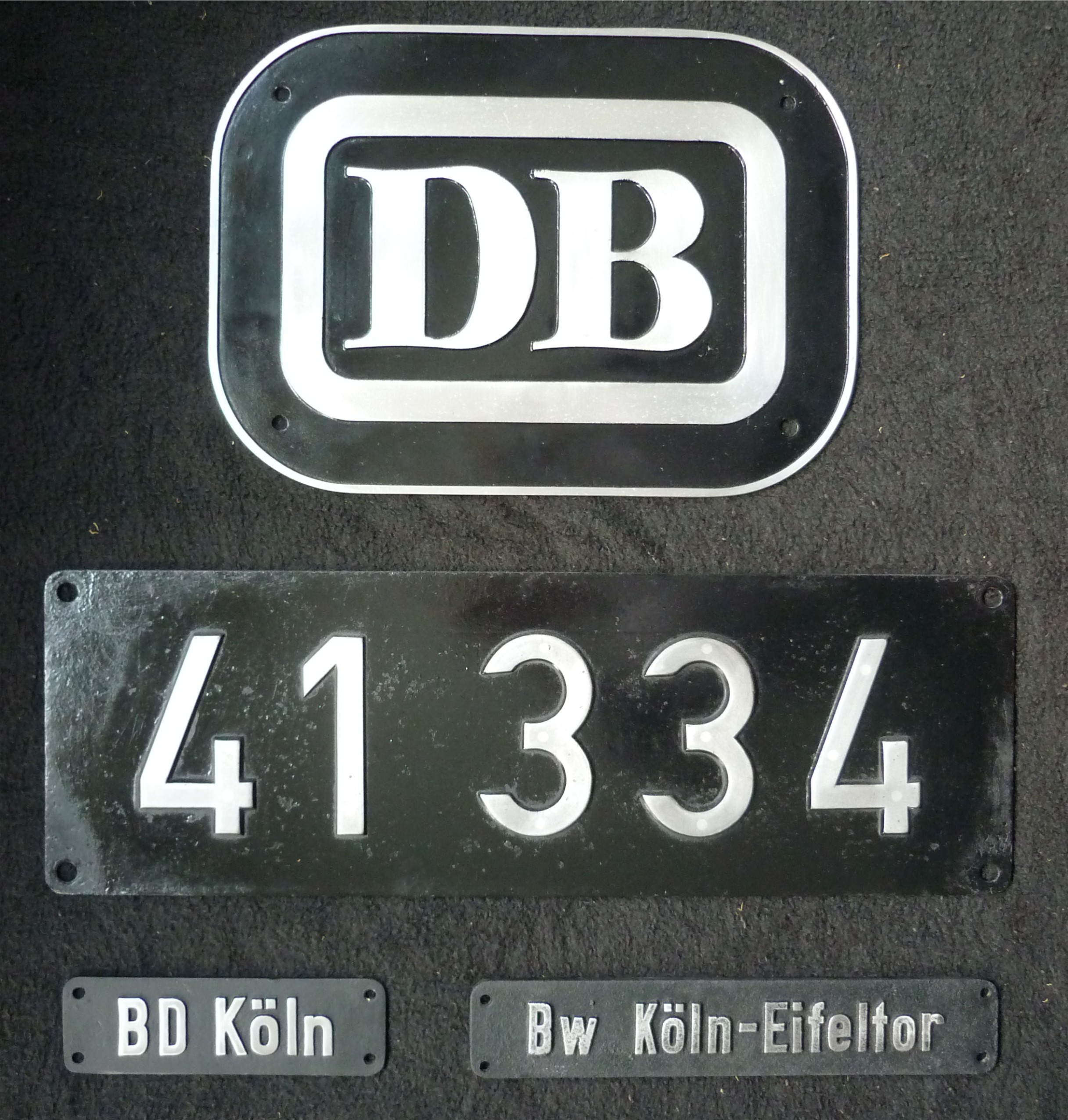
Lokschild der letzten DB-41 mit St47k-Kessel

Nach dem Zweiten Weltkrieg verblieben 216 Maschinen bei der Deutschen Bundesbahn und 122 bei der Deutschen Reichsbahn. Nachweislich sind außerdem 22 Lokomotiven aus dem Bestand der ehemaligen Reichsbahndirektion Breslau in Polen verblieben und später bei der Polnischen Staatsbahnen (PKP) als Ot 1-1 bis Ot 1-19 geführt worden. 41 153 wurde nach 1945 bei den Tschechoslowakischen Staatsbahnen (ČSD) gelistet. Im Bereich der Sowjetischen Staatsbahn (SZD) verblieb 41 034 sowie weitere Lokomotiven (41 076, 41 082 und 41 312) aus Lokkolonnen (Reparationsleistungen), die später an die PKP abgegeben wurden. Das Schicksal weiterer Lokomotiven ist nicht bekannt.
Der Einsatz der beiden Baumusterlokomotiven im Bahnbetriebswerk Schneidemühl Pbf (heute Piła) vor schnellfahrenden Viehzügen nach Berlin bescherte diesen Maschinen den Spitznamen Ochsenlok.
Von den Lokomotiven mit Altbaukessel blieb keine der Nachwelt erhalten. Kleine Relikte wie Nummernschilder oder Betriebsbücher haben daher Seltenheitswert und werden von Liebhabern gerne gesammelt.

## Umbau der DB
Da die Kessel der Fahrzeuge zunehmend an Materialermüdung litten, begann man in den 1950er Jahren, diese zu reparieren. Zwischen 1957 und 1961 wurden 107 Fahrzeuge mit vollständig geschweißten Verbrennungskammerkesseln versehen, wie sie auch bei der Baureihe 03.10 eingebaut wurden. Der Neubaukessel produzierte bei Nennbelastung 13,32 Tonnen Dampf in der Stunde, der Ursprungskessel hingegen nur 11,58 Tonnen. Zudem wurden der vordere Bereich des Rahmens und der Umlauf geändert. 40 Exemplare wurden überdies auf Ölhauptfeuerung (Brennstoff Schweröl) umgestellt. Da sich bei Messfahrten herausstellte, dass mit der Ölfeuerung in Hinblick auf die Hitzefestigkeit der zur Schmierung der Dampfzylinder verwendeten Heißdampföle von rund 420 °C schädliche Dampftemperaturen von bis zu 480 °C erreicht wurden, wurde der Dampfsammelkasten mit einer Sprüheinrichtung für Heißwasser ausgestattet. Diese vom Lokführer zu bedienende Einrichtung erlaubte es, durch in den Heißdampf versprühtes Wasser die Dampftemperaturen auf ein erträgliches Maß zu senken.

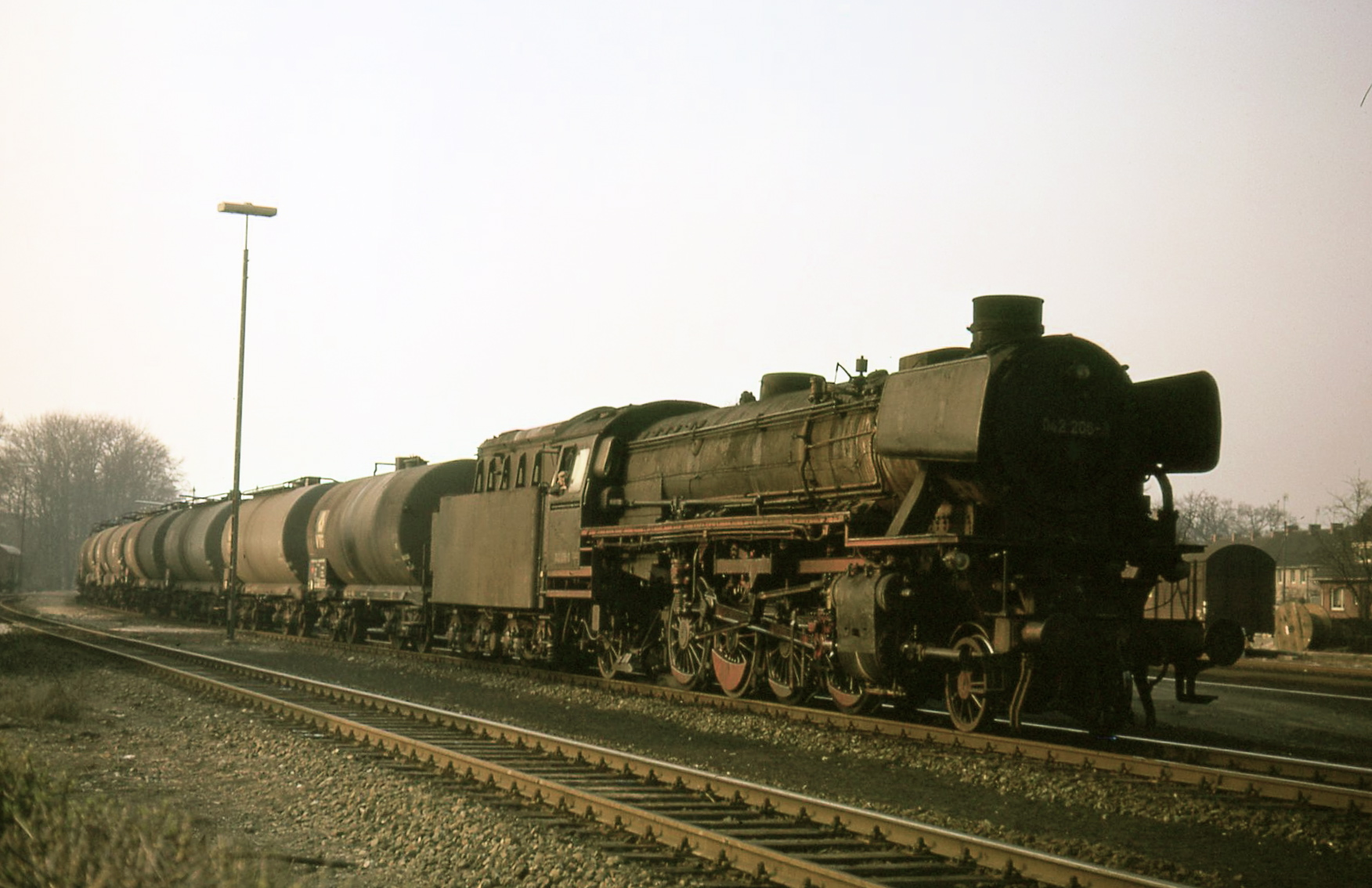
Ölgefeuerte 042 mit Kesselwagenzug nördlich Rheine, 1974

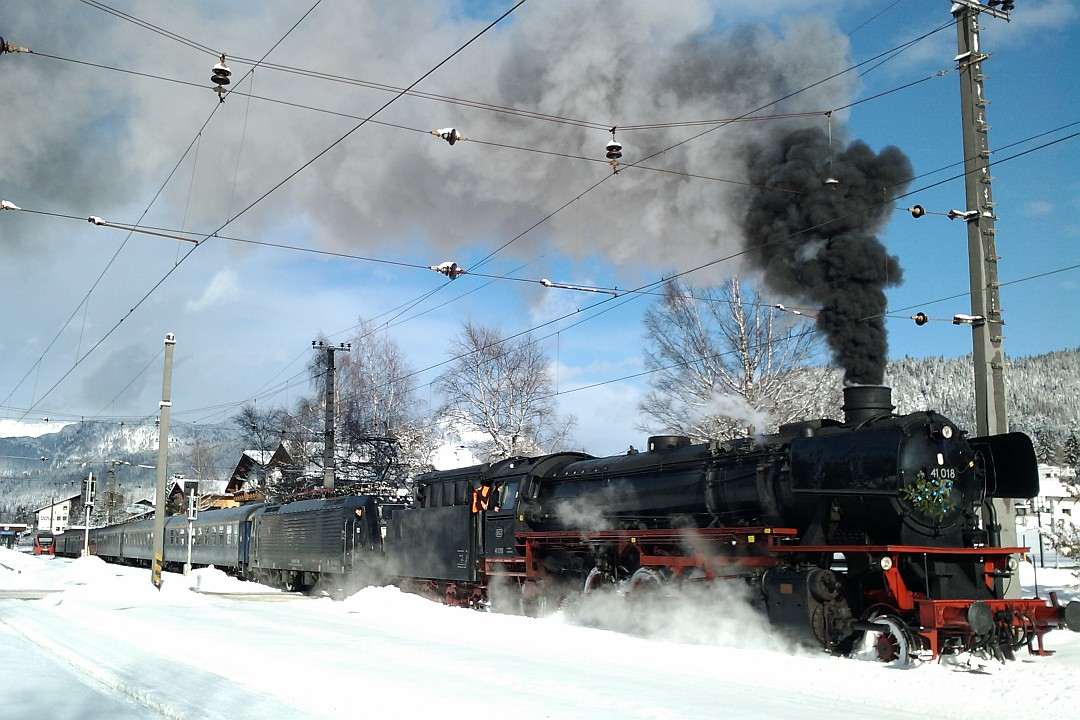
41 018 der Dampflok-Gesellschaft München in Seefeld in Tirol

Die Baureihe 41 mit Ölfeuerung teilte man den Bahnbetriebswerken Osnabrück Hbf und Kirchweyhe zu. Man setzte sie im Güter-, Eil-, Personen- und Schnellzugdienst hauptsächlich auf der Achse Hamburg–Ruhrgebiet ein. 1968 kamen alle zum Bahnbetriebswerk Rheine und wurden von nun an als Baureihe 042 geführt. Die noch vorhandenen Loks mit Kohlefeuerung wurden ab 1968 als Baureihe 041 bezeichnet, schieden aber bis 1971 aus dem Betriebsbestand aus.
Sie zogen die schweren Güter- und Erzzüge der Emslandstrecke bis zu deren Elektrifizierung. Damit gehörten sie zu den letzten planmäßig eingesetzten Dampflokomotiven der DB. Die letzte Dampflokomotive der Baureihe 042, die 042 113, wurde im Herbst 1977 im Bahnbetriebswerk Rheine ausgemustert.

## Verbleib

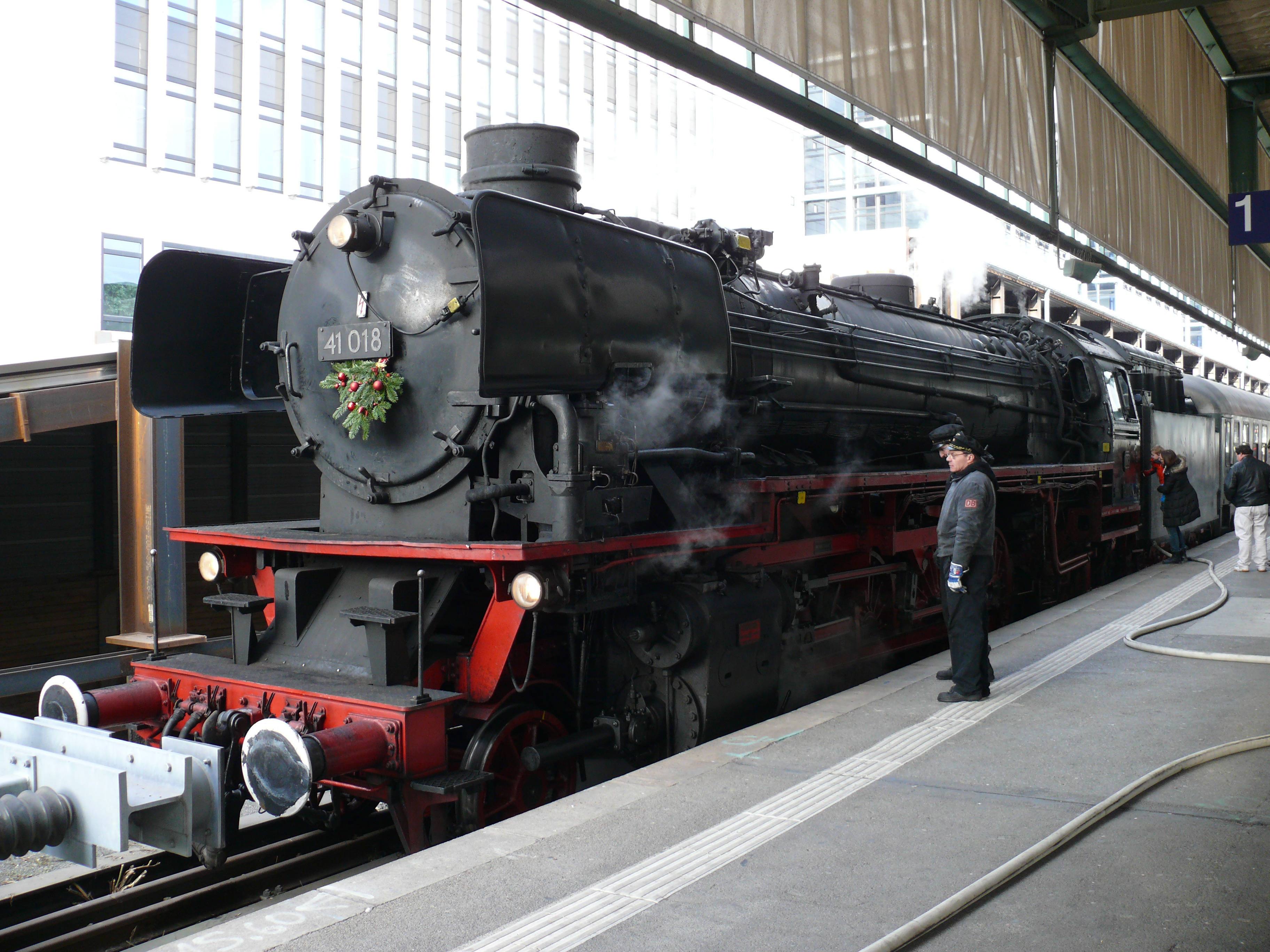
41 018 am Stuttgarter Hauptbahnhof 2016

- Die ehemalige DB-Lokomotive 41 105 ist als Vertreterin ihrer Baureihe bei der Stoom Stichting Nederland in den Niederlanden erhalten geblieben.
- Die 41 241 befindet sich bei der Veluwsche Stoomtrein Maatschappij in den Niederlanden und ist seit dem 4. August 2023 betriebsfähig auf Kohlefeuerung.
- Die 41 018 der Dampflok-Gesellschaft München ist nach einer Hauptuntersuchung seit dem 30. Juni 2021 wieder betriebsfähig. Sie ist im Bahnpark Augsburg beheimatet.
- 41 096 wird von der gleichnamigen Dampflokgemeinschaft in Klein Mahner betreut. Sie ist nicht betriebsfähig.
- Im Technikmuseum Sinsheim ist die 41 113 ausgestellt.
- Die Osnabrücker Dampflokfreunde erhalten 41 052, die lange Zeit als Technisches Denkmal in Osnabrück-Schinkel stand.
- Die 41 271 (042 271-7) gehört dem Rendsburger Eisenbahnfreunde e. V. und ist im ehemaligen Betriebswerk Neumünster beheimatet. Sie ist nicht betriebsfähig.
- Die 41 186 gehört dem Eisenbahnmuseum Dieringhausen und ist als rollfähiges Exponat erhalten. Eine Aufarbeitung wird durch Andreas Voll, Geschäftsführer der Aggerbahn GmbH, angedacht.
- Die 41 360 wurde von der Dampflok-Tradition Oberhausen betrieben. Sie ist nicht betriebsfähig und für die Öffentlichkeit nicht zugänglich im Eisenbahnmuseum Dieringhausen untergestellt.
- Die 41 024 wird im Eisenbahnmuseum Darmstadt-Kranichstein als rollfähiges Exponat erhalten.
- Im Lokschuppen in Tuttlingen steht 41 226 (DB-Öl) in vollständigem Zustand.
- 41 073 (DB-Öl) befindet sich nach Umzug aus Haltingen im Eisenbahnmuseum Heilbronn.

## Baureihe 41 der Deutschen Reichsbahn und Rekolok DR
Auch die Deutsche Reichsbahn hatte Schwierigkeiten mit den Kesseln aus St 47 K. Die Herabsetzung des Kesseldruckes von 20 auf 16 bar hatte die Schadanfälligkeit zwar verlangsamen, jedoch nicht aufhalten können. Von den 1955 im Erhaltungsbestand der DR verzeichneten 112 Lokomotiven waren nur 12 Maschinen bereits mit einem St-34-Ersatzkessel „Bauart 1943“ ausgerüstet und somit „unbedenklich“. Die Probleme mit den St-47-K-Kesseln nahmen aber massiv zu. Reparaturschweißungen führten nicht zum gewünschten Erfolg, sondern versprödeten das Material noch mehr, und die Gefahr von Rissbildung und Kesselzerknall war größer denn je.
Neben der Baureihe 41 waren auch die Baureihen 03, 03.10 und teilweise 50 mit Kesseln aus nicht alterungsbeständigem St 47 K schadanfällig. Wegen zunehmender Schwierigkeiten musste die DR 1956 über 300 Lokomotiven abstellen, was schlagartig zu einem enormen Lokomotivengpass führte. Der plötzlich bestehende Handlungsbedarf führte nun endlich zur Entwicklung und folgenden Bestellung eines Neubaukessels (später als „39E“ bezeichnet), der mit geringen Änderungen auch für die Baureihen 03, 03.10 und 39 verwendbar war.
Weil sich die Lieferung der bestellten Neubaukessel immer wieder verzögerte, wurden bis Januar 1959 noch 21 Lokomotiven der Baureihe 41 mit Nachbaukesseln ausgerüstet, die nach den alten Zeichnungssätzen gefertigt waren. Auch das Raw Meiningen stellte einen kompletten Nachbaukessel für 41 075 her. Weitere schadanfällige Kessel wurden komplett repariert und in großen Teilen ersetzt.

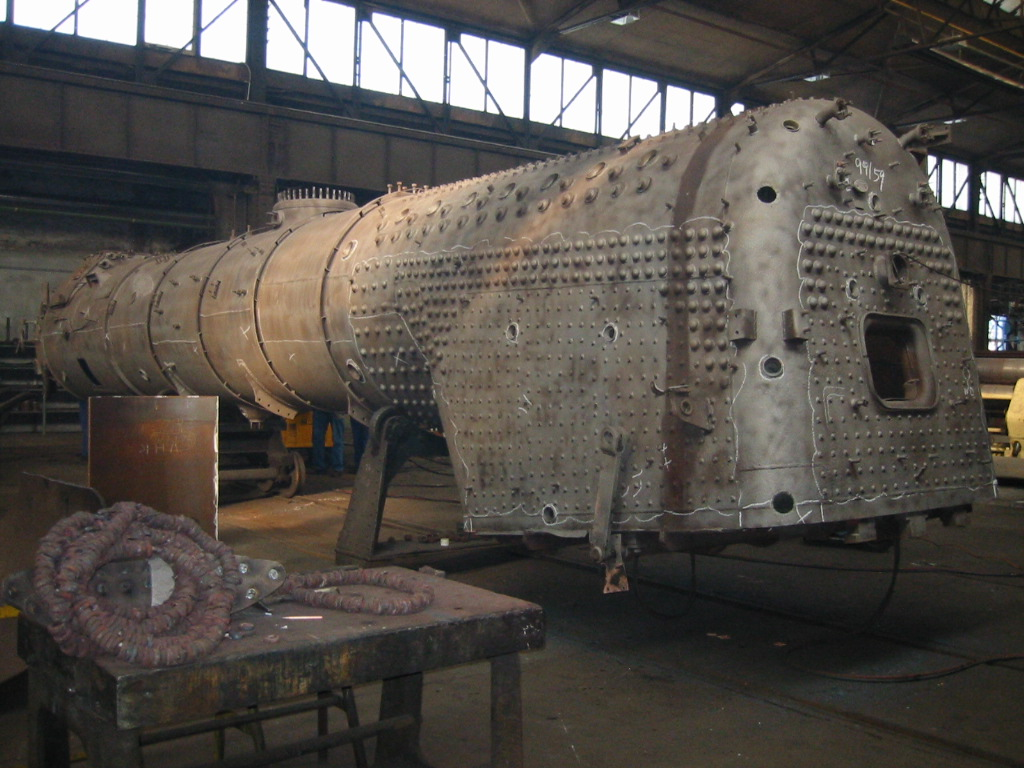
Verbrennungskammerkessel Bauart 39E (Meiningen, 2003)

Ungeachtet dessen arbeiteten die Ingenieure der DR an einem „Rekonstruktionsprogramm zur Gesundung des Dampflokparks“. Dieses sah unter anderem die Modernisierung von 102 Lokomotiven der Baureihe 41 vor. Infolge Kompetenzstreitigkeiten, Unstimmigkeiten über Detailfragen des Rekonstruktionsprogramms und immer noch fehlender Rekokessel verzögerte sich der Beginn der Arbeiten immer wieder. Erst der Zerknall des St-47-K-Kessels von 03 1046 (1958) in Wünsdorf führte nun auf Druck des damaligen Verkehrsministers Erwin Kramer (1902–1979) zum endgültigen Beginn des Rekoprogramms.

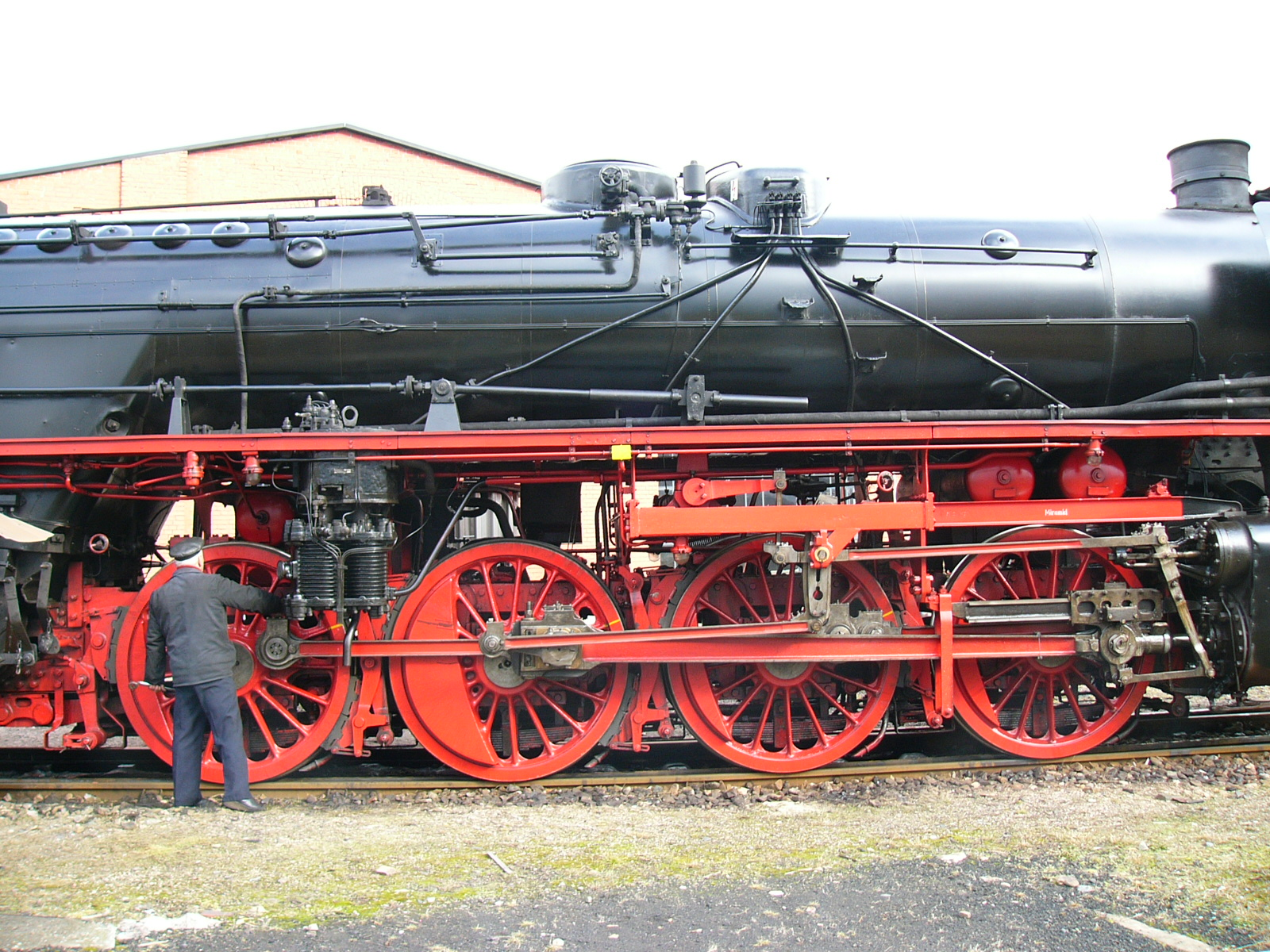
Das Triebwerk einer Reko-41, (2006)

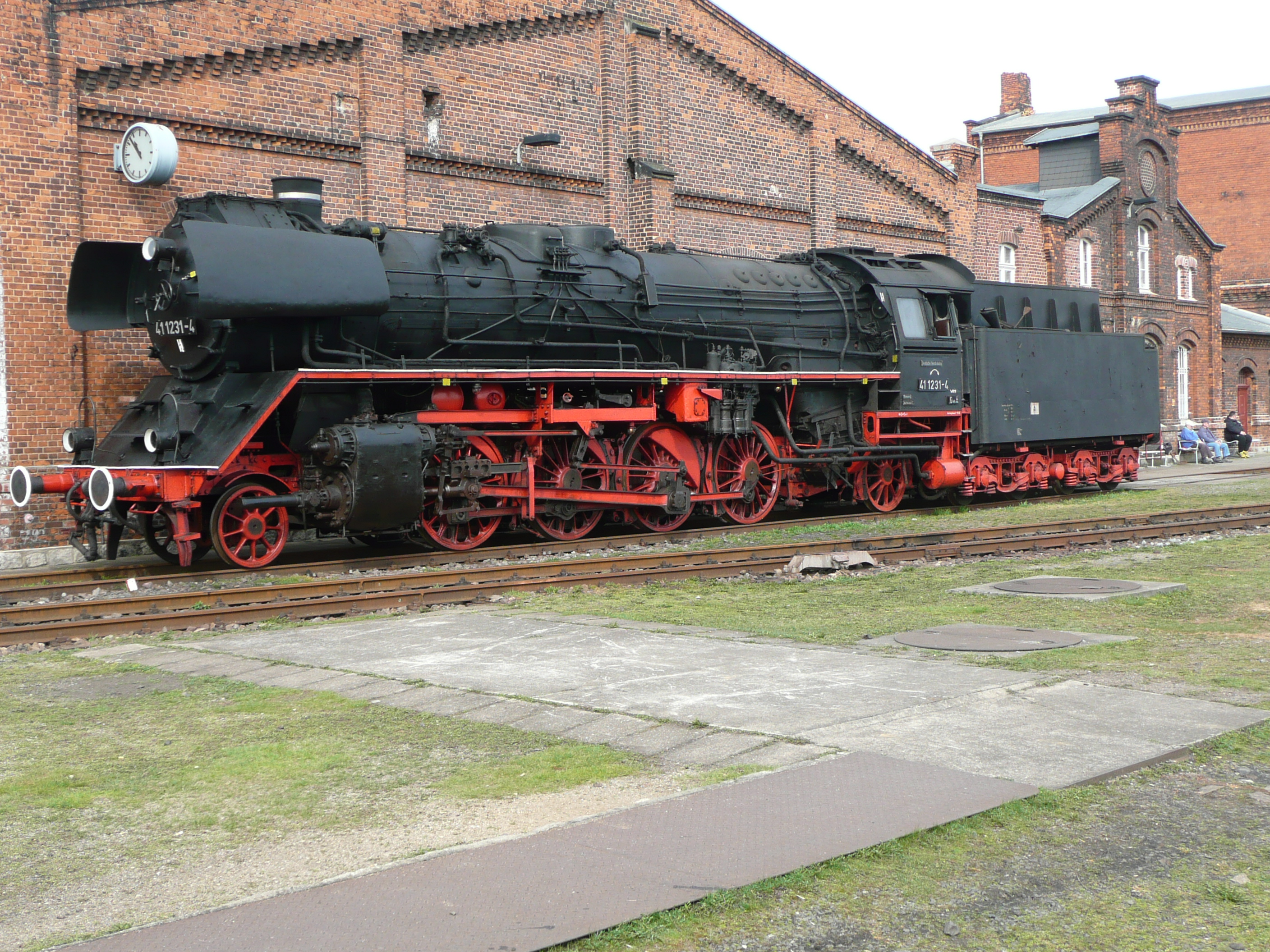
Die 41 1231 im Traditionsbetriebswerk Staßfurt, (2016)

Nunmehr sollten bereits 1959 80 Lokomotiven der Baureihe 41 in den Reichsbahnausbesserungswerken (Raw) Zwickau und Karl-Marx-Stadt den neuen Rekokessel der Bauart 39E erhalten. Bei der Rekonstruktion wurden auch Mischvorwärmeranlagen der Bauart IfS/DR, Druckausgleichkolbenschieber Trofimoff und neue Aschkästen der Bauart Stühren eingebaut. Der breitere Hinterkessel erforderte neue Führerhausvorderwände, deren Frontfenster mit Klarsichtapparaten ausgerüstet wurden. Für die größere und schwerere Verbundmischpumpe VMP 15-20 musste ein neuer Pumpenträger konstruiert und verbaut werden. Dieser und die neue Mischvorwärmeranlage bedingten eine geänderte Anordnung der Hauptluftbehälter. Die ursprünglich für 20 bar Kesseldruck ausgelegten Zylinder mit nur 520 mm Durchmesser wurden aber beibehalten. Im Rahmen der Arbeiten fiel auch die Bremsanlage des vorderen Laufradsatzes weg.
Der verwendete Rekokessel Typ 39E ist wie der DB-Neubaukessel ein Verbrennungskammerkessel, verfügt aber aufgrund größerer Rost- und Heizfläche bei günstigem Verhältnis von Strahlungs- zu Rohrheizfläche mit 15 t/h über eine erheblich höhere Dampfleistung. Mit diesem Kessel ausgerüstet übertrafen die Maschinen trotz der kleinen Zylinder sogar die Leistungsparameter, die sie ursprünglich mit 20-bar-Kesseln hatten.
Die so umgebauten Maschinen gelten als Rekolokomotiven. Im Gegensatz zu anderen Baureihen erhielt die Baureihe 41 bei der Rekonstruktion keine Unterbaureihenbezeichnung, um rekonstruierte von nichtrekonstruierten Maschinen unterscheiden zu können. Die DR ordnete allen Lokomotiven der Baureihe 41 bei der Umstellung auf EDV-Nummern zur Kennzeichnung der Rostfeuerung eine 1 an der Tausenderstelle zu, so dass z. B. aus der 41 122 die 41 1122-5 wurde.
Rekolokomotiven der Baureihe 41 konnten bis 1988 im planmäßigen Zugdienst beobachtet werden. Die Ölkrise 1979/80 und deren Auswirkungen auf die Wirtschaft der DDR bescherte auch etlichen Maschinen der Baureihe 41 eine kurze Rückkehr in den Betriebsdienst. Sogar einige zur Zerlegung vorgesehene Lokomotiven wurden aufgearbeitet und erhielten eine neue Hauptuntersuchung. Insgesamt arbeitete das Raw Meiningen zwischen 1980 und 1983 23 Lokomotiven dieser Baureihe noch einmal auf. Aber schon Ende September 1984 beendete das Bw Oebisfelde den 41er-Einsatz und gab seine Lokomotiven an das Bw Güsten ab. Während als Nächstes die Einsatzstelle Göschwitz des Bahnbetriebswerkes Saalfeld im November 1986 die Baureihe 41 auf das Abstellgleis schickte, schied erst Anfang Mai 1988 mit 41 1231-4 der Einsatzstelle Staßfurt (Bw Güsten) die letzte 41 aus dem Dienst der DR. Seit Sommer 1987 wurde vom Bahnbetriebswerk Staßfurt nur noch eine Maschine auf der Strecke Güsten – Magdeburg-Buckau eingesetzt. Offiziell war die letzte Planlok die 41 1150, welche am 10. November 1987 abgestellt wurde.
Die Baureihe 41 war die vielseitigste Dampflokomotive im Triebfahrzeugpark der Deutschen Reichsbahn und beförderte neben Güter- und Personenzügen auch hochwertige Schnell- und Eilzüge.
Traditionslokomotive der Deutschen Reichsbahn war die 41 1185-2 (jetzt DB Museum Halle (Saale)).

## Erhaltene Exemplare

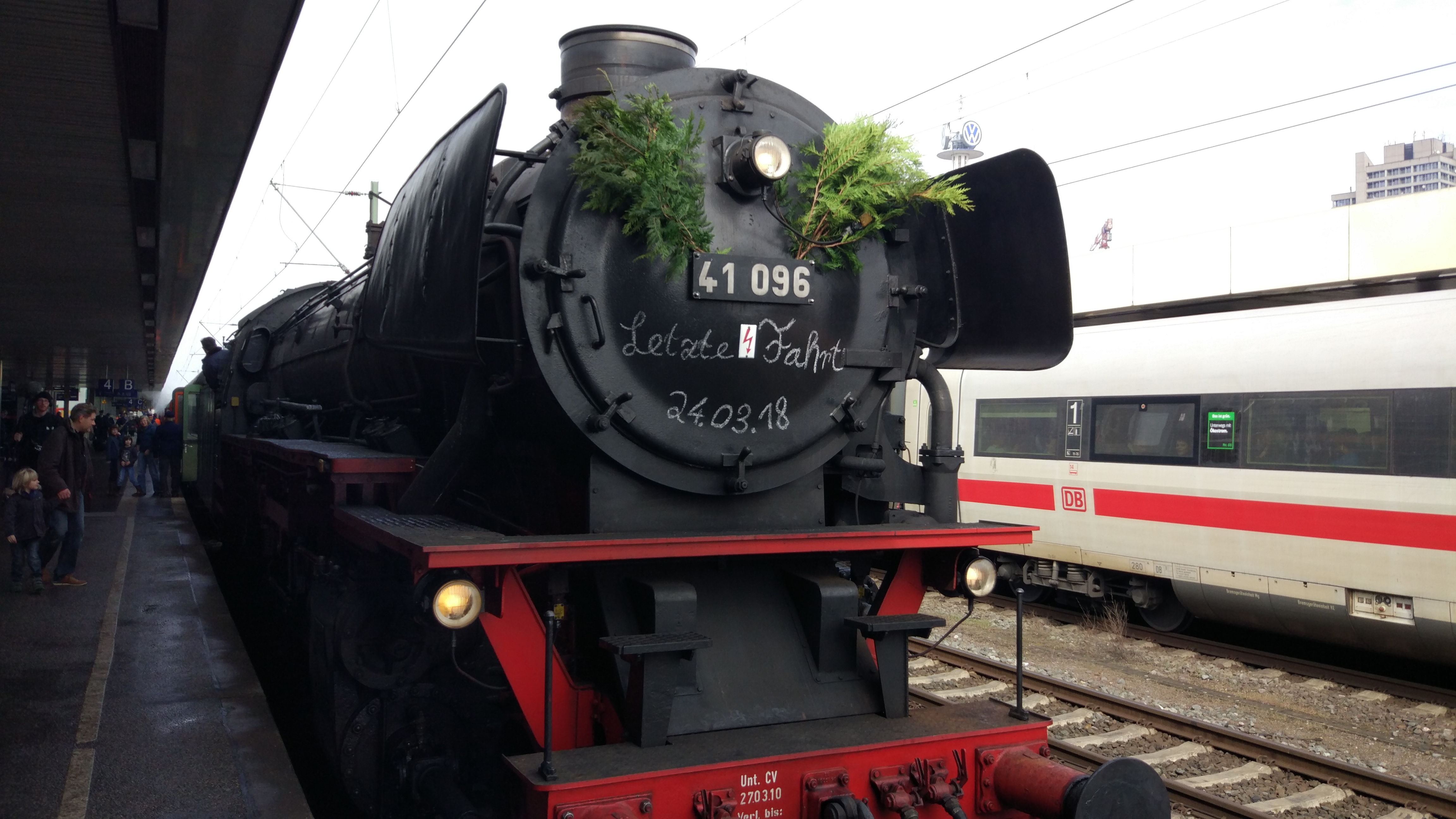
Dampflok 41 096 bei ihrer letzten Fahrt in Hannover Hbf am 24. März 2018

Derzeit sind ausstellungswürdig erhalten:
- 41 018, Dampflokgesellschaft München e. V., Standort Bahnpark Augsburg (betriebsfähig)
- 41 024, Eisenbahnmuseum Darmstadt-Kranichstein
- 41 052, Osnabrücker Dampflokfreunde e. V. (Osnabrück); 2022 in Aufarbeitung
- 41 073 EBM Heilbronn
- 41 096, Dampflok-Gemeinschaft 41 096 (Klein Mahner); HU abgelaufen[7]
- 41 105, Stoom Stichting Nederland SSN (Rotterdam)
- 41 113 Technikmuseum Sinsheim
- 41 186 EBM Dieringhausen
- 41 226 Eisenbahnmuseum Tuttlingen
- 41 241, Veluwsche Stoomtrein Maatschappij VSM (Beekbergen) betriebsfähig auf Kohle
- 41 271, Rendsburger Eisenbahnfreunde e. V. (Neumünster)
- 41 360, Eigentümergemeinschaft (Oberhausen); nicht zugänglich, HU abgelaufen, wegen Insolvenz abgestellt
- 41 364 Eigentümer BayernBahn GmbH, Leihgabe an Bayerisches Eisenbahnmuseum (Nördlingen)
- 41 1144-9, IGE „Werrabahn Eisenach“ e. V. (Eisenach); betriebsfähig im Einsatz
- 41 1150-6, Bayerisches Eisenbahnmuseum (Nördlingen), betriebsfähig (HU abgelaufen)
- 41 1231-4, Traditionsbetriebswerk Staßfurt

Derzeit sind drei Exemplare dieser Güterzugdampflokomotive betriebsfähig. Weitere acht Rekolokomotiven sind in unterschiedlichen Zuständen vorhanden (Auflistung).

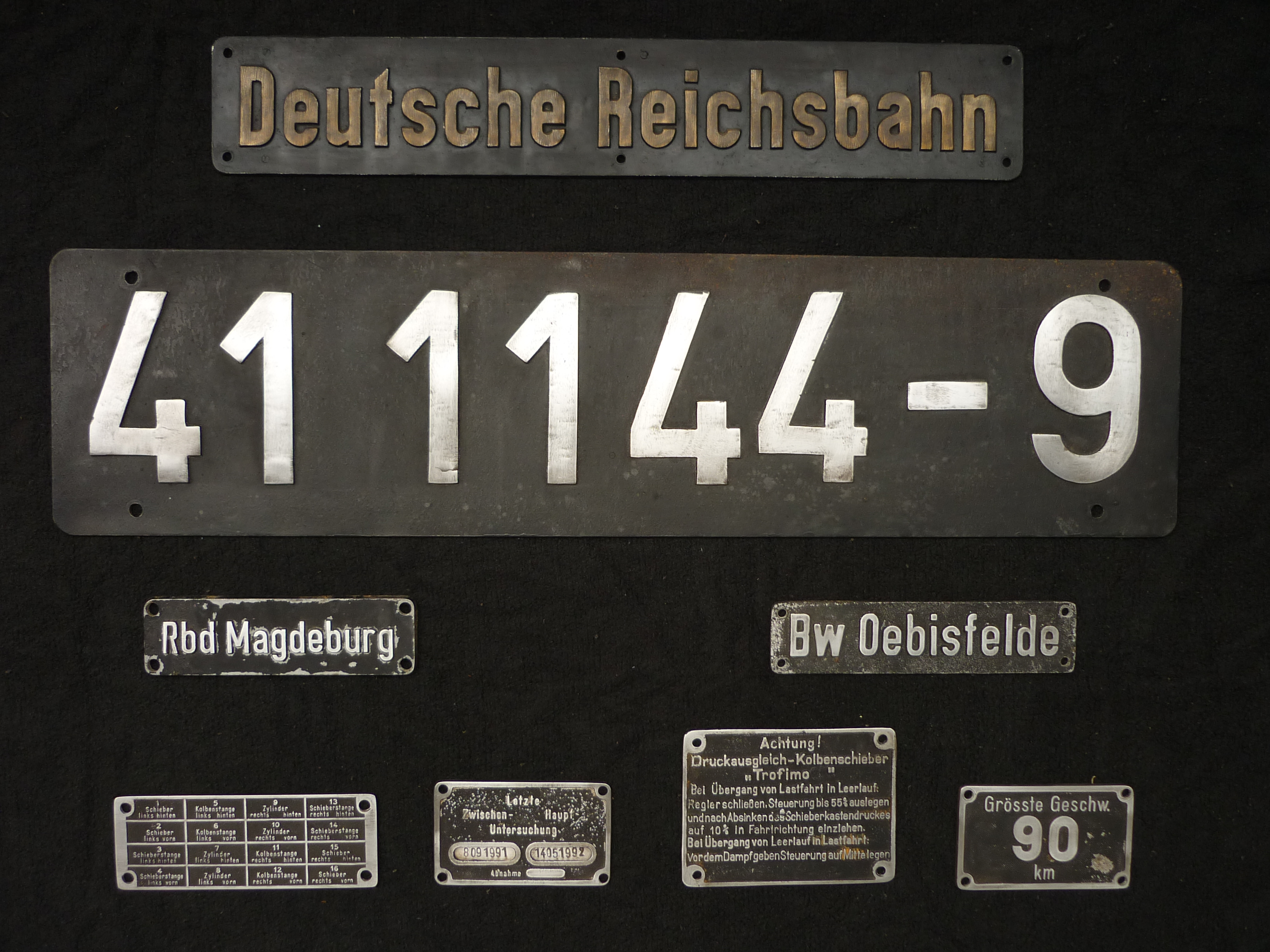
Lokschild, gelaufener Schildersatz incl. Führerstandsbeschilderung, u. a. Kesselfrist als Heizlok, der heutigen Museumslok 41 1144-9.

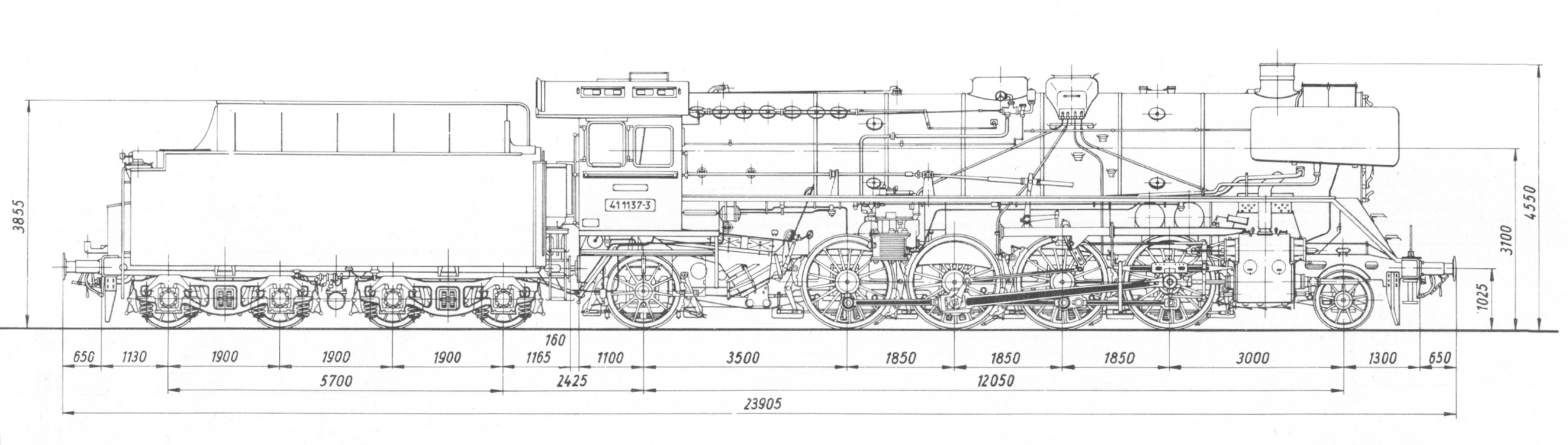
Ausschnitt einer technischen Zeichnung der 41 1137-3 der Deutschen Reichsbahn